# Partula hyalina
Partula hyalina ist eine Schneckenart der Gattung Partula. Sie ist als einzige Partula-Art Französisch-Polynesiens auf mehreren Inseln heimisch – Tahiti, den Austral-Inseln und Cookinseln. Da auf einige dieser Inseln keine invasiven Raubschnecken eingeschleppt wurden, ist es die einzige Art der Familie Partulidae, die noch einige stabile Populationen aufweist.

## Beschreibung
Das längliche, weißlich durchscheinende Schneckenhaus von Partula hyalina erreicht bei 6 Umgängen eine Länge von etwa 23 mm und einen Durchmesser von 8 mm. Die Gehäusemündung wird 9 mm lang und 3 mm breit. Die Oberfläche weist leichte Längsstreifen und zahlreiche schwache Querlinien auf. Die Lippe der Gehäusemündung ist weiß. Die hermaphroditische Schnecke gebiert lebende Junge. Sie ernährt sich von mikroskopischen Pflanzen und Detritus.

## Verbreitung und Gefährdung
Partula hyalina ist auf sieben Inseln Französisch-Polynesiens und der Cookinseln zu finden: von den Gesellschaftsinseln nur auf Tahiti, von den Austral-Inseln auf Rurutu, Tubuai, Raivavae und Rimatara, von den Südlichen Cookinseln auf Mangaia und Mauke. Wie andere Baumschnecken lebt sie auf Laubbäumen.
Auf Grund molekulargenetischer Untersuchungen von Lee u. a. (2007) wird vermutet, dass die Art zunächst nur auf Tahiti heimisch war und von polynesischen Händlern auf vier der Austral-Inseln und zwei der Cookinseln gebracht wurde. Bis ins 20. Jahrhundert hinein dienten die Gehäuse der früher häufigen Partula-Schnecken in der Region als wichtiges Material für Schmuck, so dass der Mensch ein direkter Feind, aber auch Faktor zur Verbreitung dieser Schnecken war. Partula hyalina ist eng mit der ebenfalls auf Tahiti heimischen Partula clara verwandt, bei der es sich möglicherweise nur um eine Varietät von Partula hyalina handelt.
Wie andere Partula-Arten wurden die Bestände von Partula hyalina durch die ab 1974 zur Bekämpfung eingeschleppter Großer Achatschnecken in Französisch-Polynesien eingeführte Rosige Wolfsschnecke (Euglandina rosea) stark dezimiert. Während andere Partula-Arten ganz verschwunden sind, wurden Kolonien von Partula hyalina 2007 in etwa einem Drittel der Täler Tahitis sowie auf der Insel Tubuai gefunden, obwohl sich die Rosige Wolfsschnecke dort etabliert hat. Dies gibt zu der Hoffnung Anlass, dass Partula hyalina auch bei Anwesenheit des Prädators überleben kann, wenn auch mit deutlich geringerer Populationsdichte. Auf den übrigen fünf Inseln ihres Verbreitungsgebiets gibt es keine Rosigen Wolfsschnecken, so dass es dort intakte Populationen von Partula hyalina gibt. Als größte Gefahr wird die Einschleppung besagter Raubschnecke oder anderer fleischfressender invasiver Arten auch auf diese Inseln gesehen. Zu den Fressfeinden auf Tahiti gehört auch die Ameisenart Wasmannia auropunctata.